# Кампанья-Осидентал (микрорегион)

Кампанья-Осидентал на карте.

Кампанья-Осидентал (порт. Microrregião da Campanha Ocidental) — микрорегион в Бразилии, входит в штат Риу-Гранди-ду-Сул. Составная часть мезорегиона Юго-запад штата Риу-Гранди-ду-Сул. 
Население составляет 	364 249	 человек (на 2010 год). Площадь — 	31 118,621	 км². Плотность населения — 	11,71	 чел./км².

## Демография
Согласно сведениям, собранным в ходе переписи 2010 г. Национальным институтом географии и статистики (IBGE), население микрорегиона составляет:						
| Полное население                             | Полное население                             | Полное население                             | Полное население                             | 364 249 |
| -------------------------------------------- | -------------------------------------------- | -------------------------------------------- | -------------------------------------------- | ------- |
| в том числе:                                 | Городское население                          | 320 832                                      | Процент городского населения, %              | 88,08   |
|                                              | Сельское население                           | 43 417                                       | Процент сельского населения, %               | 11,92   |
|                                              | Мужское население                            | 178 847                                      | Процент мужского населения, %                | 49,10   |
|                                              | Женское население                            | 185 402                                      | Процент женского населения, %                | 50,90   |
| Плотность населения, чел/км²                 | Плотность населения, чел/км²                 | Плотность населения, чел/км²                 | Плотность населения, чел/км²                 | 11,71   |
| Население микрорегиона в % к населению штата | Население микрорегиона в % к населению штата | Население микрорегиона в % к населению штата | Население микрорегиона в % к населению штата | 3,41    |

## Статистика
- Валовой внутренний продукт на 2003 составляет 4 151 436 582,00 реалов (данные: Бразильский институт географии и статистики).
- Валовой внутренний продукт на душу населения на 2003 составляет 10 588,69 реалов (данные: Бразильский институт географии и статистики).
- Индекс развития человеческого потенциала на 2000 составляет 0,789 (данные: Программа развития ООН).

## Состав микрорегиона
В составе микрорегиона включены следующие муниципалитеты:
1. Алегрети
2. Барра-ду-Куараи
3. Гаррушус
4. Итаки
5. Мануэл-Виана
6. Масамбара
7. Куараи
8. Сан-Боржа
9. Сан-Франсиску-ди-Асис
10. Уругуаяна